# Robert McNaughton
Robert Forbes McNaughton Jr. (* 13. März 1924 in Brooklyn; † 2014 in Troy (New York)) war ein US-amerikanischer Informatiker und Logiker.
McNaughton studierte an der Columbia University mit dem Bachelor-Abschluss  1948 und wurde 1951 bei Willard Van Orman Quine an der Harvard University in Philosophie promoviert (On Establishing the Consistency of Systems). Von 1954 bis 1957 war er Assistant Professor für Philosophie an der Stanford University. Er war ab 1957 Assistant Professor und später Associate Professor für Elektroingenieurwesen an der University of Pennsylvania. Von 1964 bis 1966 war er Visiting Associate Professor am Massachusetts Institute of Technology. Dort war er im Project MAC, einem großen kollaborativen Forschungsverbund für Computerentwicklung, aus dem auch das berühmte AI-Lab des MIT hervorging (später CSAIL). Ab 1966 war er Professor für Informatik am Rensselaer Polytechnic Institute. 1989 wurde er emeritiert.
Er befasste sich mit endlichen Automaten, der Theorie formaler Sprachen und formaler Grammatiken, Anwendungen der symbolischen Logik und mit Wort-Kombinatorik.
Von ihm stammen einige grundlegende Beiträge zur theoretischen Informatik, teilweise mit seinem Doktoranden Hisao Yamada.
1956 erhielt er die Levy Medal.